# Oreocarya tenuis
Oreocarya tenuis är en strävbladig växtart som beskrevs av Alice Eastwood. Oreocarya tenuis ingår i släktet Oreocarya och familjen strävbladiga växter. Inga underarter finns listade i Catalogue of Life.